# Chowan County Courthouse
La Chowan County Courthouse est un palais de justice américain situé à Edenton, dans le comté de Chowan, en Caroline du Nord. Elle est inscrite au Registre national des lieux historiques et est classée National Historic Landmark depuis le 15 avril 1970.